# مونتاج سينمائي
التَّوْلِيفُ أو التركيب أو المُونتاج في الترجمات الحرفية، من الفرنسية: Montage، أي تركيب شيء على آخر، هو فن اختيار وترتيب المشاهد وطولها الزمني على الشاشة، بحيث تتحول إلى رسالة محددة المعنى. ويستند المركب (المونتير) الذي يقوم بالمونتاج في عمله على خبرته وحسه الفني وثقافته العامة وقدرته على إعادة إنتاج مشاهد تبدو مألوفة لكنها بالقص واللصق وإعادة الترتيب والتوقيت الزمني للأحداث، تتحول إلى دراما ذات خطاب متعمد موجه إلى الجمهور. ومع الطفرة التقنية التي تتسارع وتيرتها يوماً بعد يوم، يبرز دور المونتير إلى أن يتوازى مع دور المخرج وكاتب السيناريو لأي عمل درامي.

## فن التوليف التلفزيوني
يعتبر التوليف أو تحرير الفيديو الركيزة الأساسية لأي مشروع إنتاج تلفزيوني أو سينمائي، وهو باختصار إعادة ترتيب اللقطات التي تم تصويرها في وقت سابق، وإزالة المشاهد والزوائد غير الضرورية، وإضافة المؤثرات الخاصة بواسطة أجهزة، ولكن حديثا أصبح الأمر لا يستدعي الحصول على تلك الأجهزة التي يرتفع سعرها، فأصبح هناك العديد من برامج الكمبيوتر التي تقوم بهذا العمل ويستخدمها أشهر الخبراء في وقتنا الحالي .
أبو التوليف هو المخرج العالمي الروسي سيرجى آيزنشتاين.
المُنتاج هو الذي يعطي للمشاهد معناها حسب ترتيبها وسياقها.[بحاجة لمصدر]

## برامج التوليف
هناك العديد من البرامج المشهورة تستخدم بعضها من قبل المحترفين مثل برنامج افيد ميديا كومبوزر ‏ وبرنامج أدوبي بريمير برو وغيرها، وهناك برامج يقبل عليها الهواة رغم انها برامج احترافية مثل برنامج سوني فيغاس Sony Vegas وبرنامج ادوبي افتر ايفيكتس Adobe After Effects برنامج ايديوس Edius.

## أنواع المونتاج

### التحرير التقليدي أو الكلاسيكي
تقنية تقليدية جدًا في عالم المونتاج، حيث تقوم بكل بساطة على الانتقال من نهاية لقطة معينة إلى بداية لقطة أخرى.

### The L Cut
تستخدم بشكل دائم في الأفلام الوثائقية وفي عدد هائل من الإعلانات الترويجية أو الأفلام البوليسية، عادة ما يكون المشهد نستمع فيه لصوت معين، ثم ننتقل إلى مشهد لاحق نستمر خلاله في سماع نفس الصوت.

### The J Cut
تقوم هذه الطريقة بتقديم الصوت الذي ينتمي إلى مشهد لاحق، لكن قبل انتهاء المشهد الحالي، كأن نشاهد حوارًا بين شخصيتين ثم نستمع إلى محرك سيارة قبل أن ظهور المشهد الذي تظهر فيه السيارة بشكل فعلي.

### القطع الحركي
يستعمل القطع الحركي ‏ بشكل متكرر جدًا في الإعلانات الترويجية العالمية والكثير من الأفلام الوثائقية، خصوصًا بتصوير مطاردة الحيوانات لبعضها البعض، إلّا أنّه يستعمل بشكل أساسي – كما يدل اسمه – في أفلام الحركة، وتقوم هذه التقنية بشكل رئيسي على قص اللقطات قبل نهايتها، وأحيانًا حتى قبل أن تبلغ منتصف مدتها، ثم الانتقال إلى لقطة لاحقة يتم التعامل معها بنفس الطريقة، ثم العودة – أحيانًا – إلى إظهار بقية اللقطة السابقة، وذلك بشكل سلس يقوم بخلق جو من الحماس والتوتر الإيجابي لدى المشاهد بعيدًا عن إزعاجه بصريًا.

### The Jump Cut
تقوم بشكل أساسي على القفز بين اللقطات كما يدل اسمها، لكن بشكل سريع وسلس قد لا ينتبه له المتفرج في أحيان كثيرة، ويتم استخدام هذه الطريقة بصور متعددة ومن أجل أهداف متعددة مثل: التمكن من إخفاء العيوب وقص أخطاء أو أجزاء معينة دون أن ينتبه المشاهد، التمكن من رؤية حدث معين بشكل أكثر وضوحًا، كتصوير حادثة سير أو سقوط مبنى من عدة زوايا، تقديم بعض الخدع البصرية، كالقيام بإخفاء جسم معين من الشاشة فقط من خلال تصوير ذلك الجسم، ثم تصوير المكان خاليًا، ثم تركيب اللقطتين بشكل متوالي، أو التمكن من تصوير الانتقال عبر الزمن.

### The Cutaways
عند أخذ مسافة بعيدًا عن الشخصية ورؤية ما يحدث في محيطها، وذلك في الغالب بغرض إضفاء طابع معين على المشهد، كأن يتم الانتقال إلى لقطة تظهر الساعة القريبة من الشخصية بغرض توضيح أنّ هذه الأخيرة تحس بالملل، أو أنّها تترقب حدثًا مهمًا لكن الوقت يمر ببطء شديد.

### The Cross-Cut/The Parallel Editing
تقوم تقنية التحرير المتوازي هذه بشكل أساسي بإظهار حدثين معينين أو المساعدة على رواية قصتين في نفس الوقت، حيث نستمر في الانتقال بشكل سلس ومدروس بين أحداث القصة / الحدث الأول والقصة / الحدث الثاني.

### The Smash Cut
يمكن شرح هذه الطريقة بالمثال التالي: تقوم الشخصية الأولى باقتراح القيام بفعل معين، كتجربة نوع من المخدرات مثلًا، لتبدأ الشخصية الثانية الهادئة الرزينة بالجزم والقسم بأنّه مهما حدث فإنّه لا يمكن أبدًا، وبأي شكل أن تقوم بهذا العمل، كما تقوم بتقديم مختلف الأسباب المنطقية والأخلاقية التي تمنعها من القيام به، لنشاهد مباشرةً في المشهد التالي بأنّها قد قامت به بالفعل، وأنّها – حسب مثالنا هذا – تصرخ وتضحك عاليًا من جراء تأثير المخدرات.

### Montage
يدعى تحرير الفيديوهات بالمونتاج، كما أنه يطلق أيضًا على تقنية بعينها يتم استعمالها في هذا المجال، ويقصد بها تركيب عدة مشاهد بشكل سريع بهدف إظهار التحول الطارئ على شخصية أو شخصيات معينة خلال فترة معينة، بحيث يتم تقديم عدد كبير جدًا من المشاهد خلال حيز زمني قصير جدًا بهدف اختصار الوقت.